# Veronika Eyring
Veronika Eyring ist eine deutsche Klimawissenschaftlerin und Hochschullehrerin. Sie leitet die Abteilung für Erdsystemmodellevaluierung und -analyse am Institut für Physik der Atmosphäre des Deutschen Zentrums für Luft- und Raumfahrt (DLR) und hat den Lehrstuhl für Klimamodellierung an der Universität Bremen inne.
Eyring wird in der Liste der Highly Cited Researchers geführt. Ihr h-Index lag im Februar 2022 bei 63. Für 2021 wurde ihr der Gottfried Wilhelm Leibniz-Preis zugesprochen.

## Leben und Wirken
Eyring studierte in Erlangen Physik und schloss dieses Studium 1994 mit dem Diplom ab. Anschließend promovierte sie 1999 in Umweltphysik an der Universität Bremen. Im Jahr 2000 wechselte sie ans DLR-Institut für Physik der Atmosphäre. 2008 habilitierte sie sich in einer Nachwuchsgruppe der Helmholtz-Gemeinschaft. Gastprofessuren führten sie ans National Center for Atmospheric Research und die Universität Exeter. Seit 2017 ist sie Professorin für Klimamodellierung an der Universität Bremen.
Eyrings Forschung konzentriert sich auf die Erdsystemmodellierung und Modellbewertung mit dem Ziel eines besseren Verständnisses des Erdsystems und des Klimawandels. Sie war eine der Leitautoren des Fünften Sachstandsberichts des IPCC und fungiert im Sechsten Sachstandsbericht des IPCC als eine von zwei koordinierenden Leitautoren im Kapitel zum menschlichen Einfluss auf das Klimasystem.

## Veröffentlichungen (Auswahl)
- V. Eyring et al.: Taking climate model evaluation to the next level. In: Nature Climate Change. Band 9, 2019, S. 102–110. doi:10.1038/s41558-018-0355-y
- V. Eyring et al.: Overview of the Coupled Model Intercomparison Project Phase 6 (CMIP6) experimental design and organization. In: Geoscientific Model Development. Band 9, 2016, S. 1937–1958, doi:10.5194/gmd-9-1937-2016.
- S. Wenzel, P. M. Cox, V. Eyring, P. Friedlingstein: rojected land photosynthesis constrained by changes in the seasonal cycle of atmospheric CO 2. In: Nature. 538(7626) 2016, S. 499. doi:10.1038/nature19772
- V. Eyring et al.: Transport impacts on atmosphere and climate: Shipping. In: Atmospheric Environment. 44(37), 2010, S. 4735–4771. doi:10.1016/j.atmosenv.2009.04.059